# Pod istim nebom (televizijska serija)
Pod istim nebom (turski: Siyah kalp - „Crno srce”) turska je dramska televizijska serija koja je premijerno prikazana 12. rujna 2024. Producent je TIMEZ Productions, redatelj Uluş Bayraktar, a scenarist Yildiz Tunç. Glavne uloge tumače: Ece Uslu, Aras Aydin, Hafsanur Sancaktutan, Leyla Tanlar i Burak Tozkoparan.
U Hrvatskoj se prikazivala od 6. siječnja 2025. do 20. lipnja 2025. na Novoj TV.

## Radnja
Ova serija prati Sumru (glumi je Ece Uslu), koja je davno napustila svoje blizance i udala se za bogatog poduzetnika Sameta (glumi ga Burak Sergen). Nakon mnogo godina razdvojenosti, blizanci Nuh Çakirca (Aras Aydin) i Melek Çakirca (Hafsanur Sancaktutan) otkrivaju tko im je majka i odlučuju otići u Kapadociju.
U prekrasnom dvorcu gdje stižu, Nuh upoznaje Sevilay (Leyla Tanlar), dok se Melek susreće s Cihanom (Burak Tozkoparan), Sametovim sinom iz prvog braka. Iako Sumru pokušava sakriti svoju djecu i držati ih podalje od svoje obitelji, Melek i Nuh uspijevaju se zbližiti s obitelji te razvijaju romantične veze s Cihanom i Sevilay.
Radnja se razvija kroz emotivne i obiteljske sukobe, naglašavajući snagu obiteljskih veza i važnost ljubavi u suočavanju s izazovima.

## Uloge

### Glavni likovi
| Lik             | Glumac/glumica       |
| --------------- | -------------------- |
| Sumru Şansalan  | Ece Uslu             |
| Nuh Çakirca     | Aras Aydin           |
| Melek Çakirca   | Hafsanur Sancaktutan |
| Sevilay         | Leyla Tanlar         |
| Cihan Sansalan  | Burak Tozkoparan     |
| Samet Sansalan  | Burak Sergen         |
| Harika Sansalan | Derin Ince           |
| Esat Sansalan   | Genco Ozak           |
| Nihayet         | Isil Yücesoy         |
| Hikmet          | Esra Dermancioglu    |
| Tahsin          | Ilker Aksum          |
| Canan           | Gözde Cigaci         |
| Bünyamin        | Bülent Polat         |
| Enise           | Ayse Tunaboylu       |
| Esma            | Deniz Karabas        |
| Sakine †        | Ferda Isil           |